# Bécsi Kórustársaság

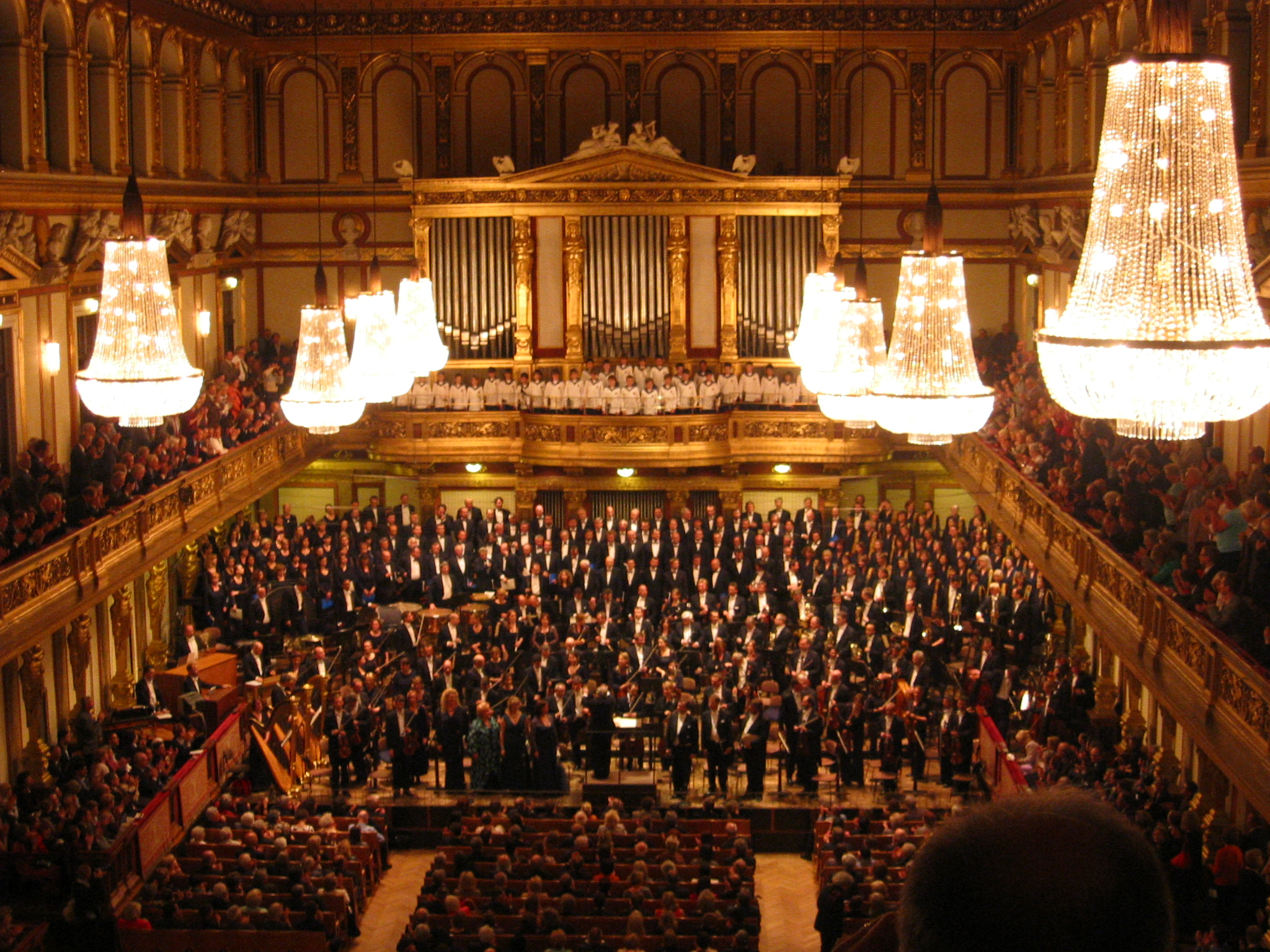
Gustav Mahler: Symphonie No. 8 (2009) – Bécsi Kórustársaság – Slovenský filharmonický zbor – Bécsi fiúkórus – Staatskapelle Berlin – Pierre Boulez – Goldener Saal – Bécsi Zenei Társaság

A Wiener Singverein (’Bécsi Kórustársaság’) oratóriumkórus, mely körülbelül 230 tagot számlál és melynek Bécs híres koncertterme, a Wiener Musikverein ad otthont.
Egy oratóriumkórus alapításának ötlete Antonio Salieri fejében született meg még 1812-ben, mégpedig azért, hogy Georg Friedrich Händel nagyszabású oratóriumai Bécsben is előadhatóak legyenek. Ezen igyekezete először a Gesellschaft der Musikfreunde in Wien (’Bécsi Zenebarátok Társasága’) alapításához vezetett.
Ezután csak 1858-ban került sor az ezen társaság keretein belül működő Bécsi Kórustársaság megalapítására, ami főleg Johann Herbeck fáradozásának volt köszönhető. A kórus alapításától kezdve olyan híres zenekarokkal működött együtt mint a Bécsi Filharmonikusok (Wiener Philharmoniker), a Bécsi Szimfonikusok (Wiener Symphoniker) vagy az Osztrák–Magyar Haydn Zenekar. Ezenkívül a kor legnagyobb karmesterei is rendszeresen dolgoztak az együttessel.
1947 és 1989 között szoros volt a kapcsolat Herbert von Karajannal, aki által a kórus számos külföldi vendégszereplésre kapott meghívást.
1824-ben még mint a Bécsi Zenei Társaság kórusa részt vett Ludwig van Beethoven 9. szimfóniájának ősbemutatóján, de később, a frissen alapított Bécsi Kórustársaság olyan műveket mutatott be először a nagyvilágnak mint Johannes Brahms Német Requiemje, Anton Bruckner Te Deuma vagy Gustav Mahler VIII. szimfóniája.
Bécsi Kórustársaság többször is együttműködött olyan jelentős magyar karmesterekkel mint Ferencsik János, Kertész István, Petró János és Fischer Ádám. Ezenkívül vendégszerepelt 1912-ben a Magyar Állami Operaházban, 1987-ben Szombathelyen a Művelődési Házban és 2005-ben a Művészetek Palotájában Budapesten.
Az együttest 1991 óta Johannes Prinz vezeti.

## Legismertebb CD illetve DVD felvételei
- Ludwig van Beethoven: Symphonie Nr. 9 – Ode an die Freude (Wiener Philharmoniker – C. Thielemann) – DVD
- Johannes Brahms: Ein deutsches Requiem (Cleveland Orchestra – Franz Welser-Möst)
- Antonín Dvořák: Requiem (Koninklijk Concertgebouworkest – Mariss Jansons)
- Gustav Mahler: Symphonie Nr. 2 – Auferstehung (Wiener Philharmoniker – G. Kaplan)
- G. Mahler: Symphonie Nr. 2 – Auferstehung (Wiener Philharmoniker – P. Boulez)
- G. Mahler: Symphonie Nr. 3 (Bayerisches Staatsorchester – Z. Mehta)
- G. Mahler: Symphonie Nr. 3 (Wiener Philharmoniker – P. Boulez)
- Otto Nicolai: Mondchor aus Die lustigen Weiber von Windsor (Sommernachtskonzert Schönbrunn 2010, Wiener Philharmoniker, F. Welser-Möst)
- Robert Schumann: Manfred – Schauspielmusik (Tonkünstler Orchester NÖ – B. Weil)
- Franz Schmidt: Das Buch mit sieben Siegeln (Wiener Philharmoniker – N. Harnoncourt)
- Franz Schmidt: Das Buch mit sieben Siegeln (Tonkünstler Orchester NÖ – K. Järvi)
- Karol Szymanowski: Symphonie Nr. 3 – Lied der Nacht (Wiener Philharmoniker – P. Boulez) –
- Richard Wagner: Tristan und Isolde – Duett-Szenen (RSO Wien – B. de Billy)

## Weblinks
- Official website